# Hanya Yanagihara
Hanya Yanagihara, född 20 september 1974 i Los Angeles och uppväxt bland annat på Hawaii, är en amerikansk författare, journalist och redaktör bosatt i SoHo i New York. Yanagihara har sagt att Hawaii utgör, både för henne och för många andra amerikaner med asiatiskt ursprung, ett slags upplevt hemland och hon själv kallar Hawaii 'hemma' även efter många år i New York.
Yanagihara avlade kandidatexamen vid Smith College 1995 och har jobbat för olika förlag innan hon blev verksam som redaktör för tidskriften Condé Nast Traveler och därefter redaktör för The New York Times magasin T. Hon har skrivit flera romaner, bland annat Ett litet liv som belönades med Kirkuspriset för skönlitteratur 2015 och nominerades till både Bookerpriset och National Book Award.

## Familj och uppväxt

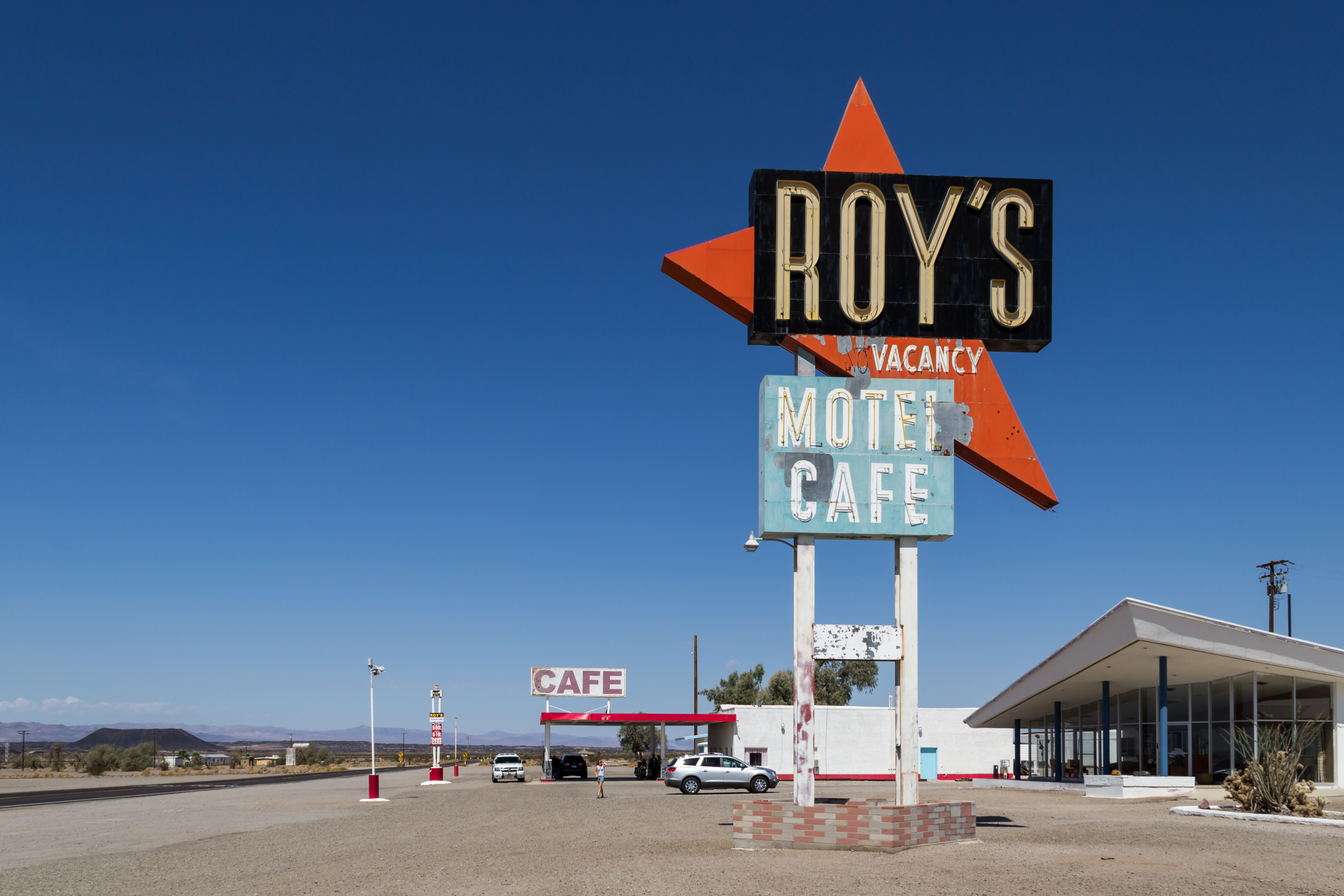
Amerikanskt motell

Yanagihara kommer från en släkt bestående av en lång linje jordbrukare. Under uppväxtåren flyttade familjen ofta. Först från Kalifornien till Hawaii och därefter runt mellan olika delstater på fastlandet innan de återvände till ön. Yanagihara har beskrivit pappans rastlöshet som en drivande faktor bakom de många flyttarna. Hon minns många resor utmed amerikanska landsvägar som barn, där hon brukade betrakta motellen som passerade förbi i revy och fundera över vilka historier som kunnat utspela sig där, dolda från allmänheten. Döden var ett vanligt samtalsämne där hemma och pappan, läkare till yrket, var inte främmande för att visa henne bilder på olika sjukdomsmanifestationer. Ett intresse för konst och människokroppen var något de delade.
Som hon själv minns det började hon skriva i fem till sexårsåldern, men var under barndomen mer intresserad av att måla. I tioårsåldern utvecklade hon en fascination för porträttmåleri, hennes pappa ville gärna uppmuntra hennes passion och med hjälp av en kollega som var patolog så fick Yanagihara öva bildkonst med kropparna på bårhuset som motiv. Yanagihara sa till The Guardian att det var fantastiskt och att hon inte hade haft något emot att bli forskare eller läkare, helst patolog i så fall. Sjukdomar som företeelse och själva kroppen, snarare än människan, verkade fascinerande för henne.
Yanagiharas personliga bibliotek samlar över 12 000 böcker. Hon har influerats mycket av sin fars smak med författare som Philip Roth, Anita Brookner, Iris Murdoch och Barbara Pym. Hennes smak i övrigt och en förståelse för värdet av det materiella upplever hon att hon snarare ärvt av sin mor som hon beskriver har en fantastisk smak för textilier och antika föremål.
Hon har sagt att hon alltid levt ensam och inte är intresserad av att bilda familj. Hon tror liksom sina romanfigurer och verkliga vänner inte själv på äktenskapet, men har inget emot om andra väljer att gifta sig. Hon skulle gärna välja att bosätta sig i Asien i framtiden, helst Tokyo vars blandning av gamla seder och ultramoderna förhållningssätt hon fascineras av.

## Yrkesliv som skribent och redaktör

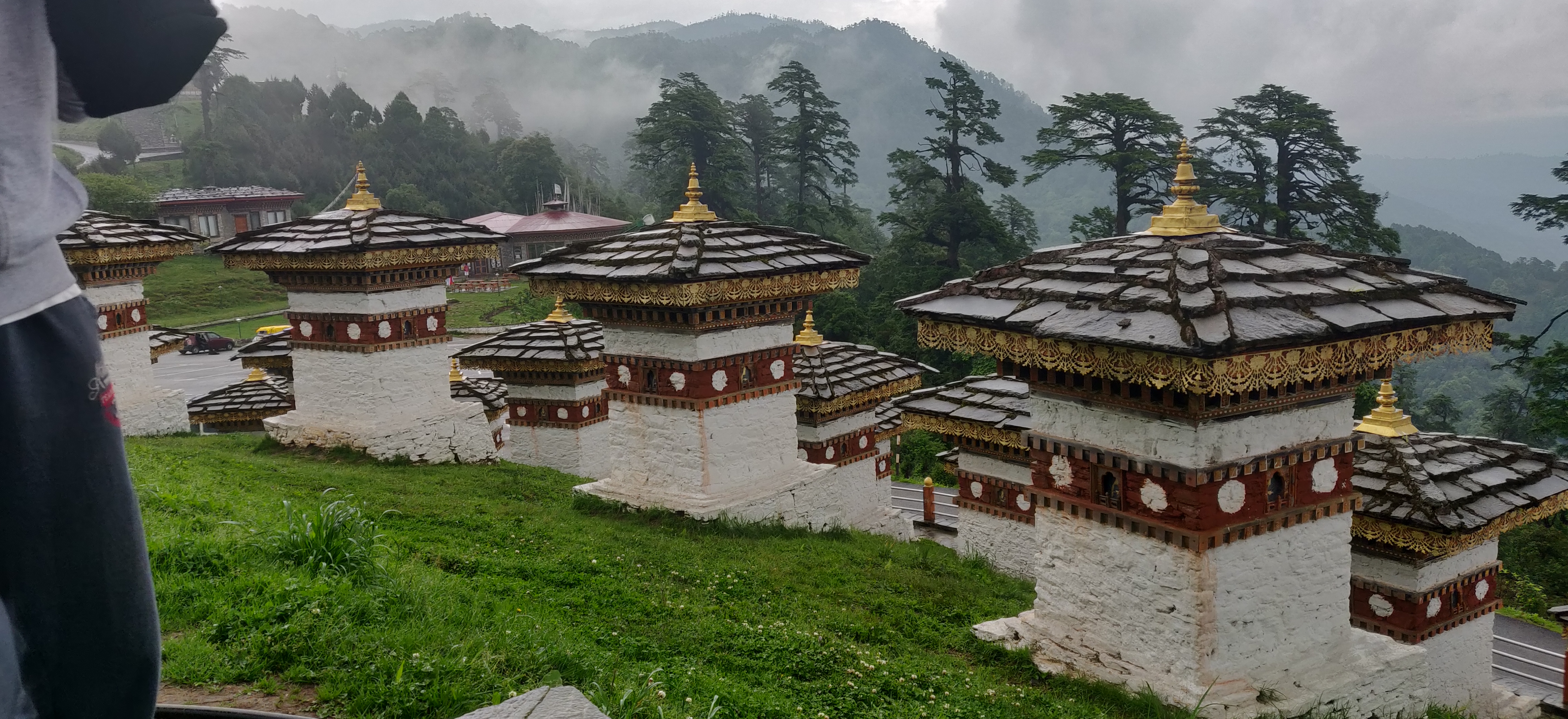
Det fjärran Bhutan

Efter att ha tagit examen flyttade hon 1995 till New York och arbetade först på bokförlag, men upptäckte själv att hon inte hade någon talang för att välja storsäljare och köpte bara in ett enda verk åt förlaget. Hon bytte bokbranschen mot tidningsmagasin och jobbade först på den nedlagda blaskan Brill's Content och gjorde därefter många år som redaktör på Condé Nast Traveler och reste även själv som en del av arbetet. En företeelserna som fascinerar Yanagihara som resenär är hur olika länder kontrollerar främmande besökares upplevelse av dem. Hon lyfter fram framför allt Bhutan som ett intressant exempel med många begränsningar för turister, som att inte kunna hyra bil och ta sig fram på egen hand. I en allt mer utforskad värld framstår det för henne som radikalt och spännande.
Hon arbetar sedan 2017 som redaktör på The New York Times magasinsupplement T. Hon har beskrivit sin redaktörsfilosofi med ett motto som hon fått av en äldre kollega, "när en skribent skapar en story så vill jag att den snackar med tio källor och läser tre böcker". The Guardian beskriver att hon ger ett pragmatiskt intryck och berättar att hon tog sitt nuvarande jobb dels för att författarskapet inte genererar tillräcklig inkomst och för att få sjukförsäkring. Yanagihara har beskrivit författarbranschen i USA som inskränkt och snobbig på ett sätt som påminner om modebranschen.

## Författarskap
Yanagihara gick på ett universitet med uteslutande kvinnliga studenter och fortsatte in i förlagsbranschens och magasinredaktionernas kvinnodominerade värld. Till The Times of India svarade hon att hon under tidsperioden studerat män noggrant, "nästan som en antropolog", när de undrade hur det kommer sig att hon skriver så väl om intima manliga relationer. Båda Yanagiharas romaner saknar tydligt formade kvinnliga karaktärer, enligt författaren är detta ett medvetet val för att utforska idén om att män har en mycket smalare emotionell repertoar att arbeta med. Kvinnors känsloliv anser hon är förhållandevis välbekant och därför mindre intressant att utforska för henne som hellre väljer vägen in i det manliga psykets mörka krypvindar. Hon vill utforska hur man kan klara sig efter den värsta sortens psykiska smällar med en så begränsad kommunikationsförmåga och frågar sig om det "finns trauma vars art gör det omöjligt att återhämta sig."
Yanagihara har noterat att hon varken når, eller har några ambitioner att nå, samma språkliga höjd som sin förebild John Banville. En annan av hennes favoritförfattare är Hilary Mantel, vars tvära stilförändring mitt i karriären gjorde intryck. Även Kazuo Ishiguros förmåga att variera sin berättarstil, men ändå behålla en känsla för tematiskt berättande imponerar.
Arbetet på redaktionen anser hon enligt The Guardian vara till hjälp eftersom det ger en fristad från romanförfattandets värsta sidor inklusive tendensen till självupptagenhet. Tidningsmagasinets samarbetsklimat och kontakten med andra människor blir en underbar kontrast till författandets inåtvändhet. Förberedelserna inför Ett litet liv har involverat en omfattande insamling av porträttkonst, från Diane Arbus närmast groteska fotografier till Ryan McGinleys bilder av unga män i tillstånd av lust och drogrus, som hon arkiverat på en pinterestsida. Enligt henne är fotografi dock att betrakta som en sorts stöld från subjektet, konstnären är därmed en våldsverkare och betraktaren blir i förlängningen medskyldig till misshandeln.

### The People in the Trees(2013)
Yanagiharas debutroman skildrar en antropologs svindlande uppgång och fall i samband med en expedition för att studera en isolerad stamkultur i Mikronesien. Framme på ön Ivu'ivu verkar han snubbla över en upptäckt som kan vara nyckeln till odödlighet. Newsweek jämförde bokens slutscener med Vladimir Nabokovs Lolita och kallade den minst lika kuslig. Yanagihara hade övervägt att placera handlingen på Hawaii, men blev orolig över att det skulle bli övertydligt och uppfann istället en ny miljö för berättelsen. Skrivandet som påbörjades 1996 tog mer än ett decennium att färdigställa. Pjäsen Stormen var en viktig inspirationskälla, särskilt karaktärerna Prospero, Ariel och Kaliban.

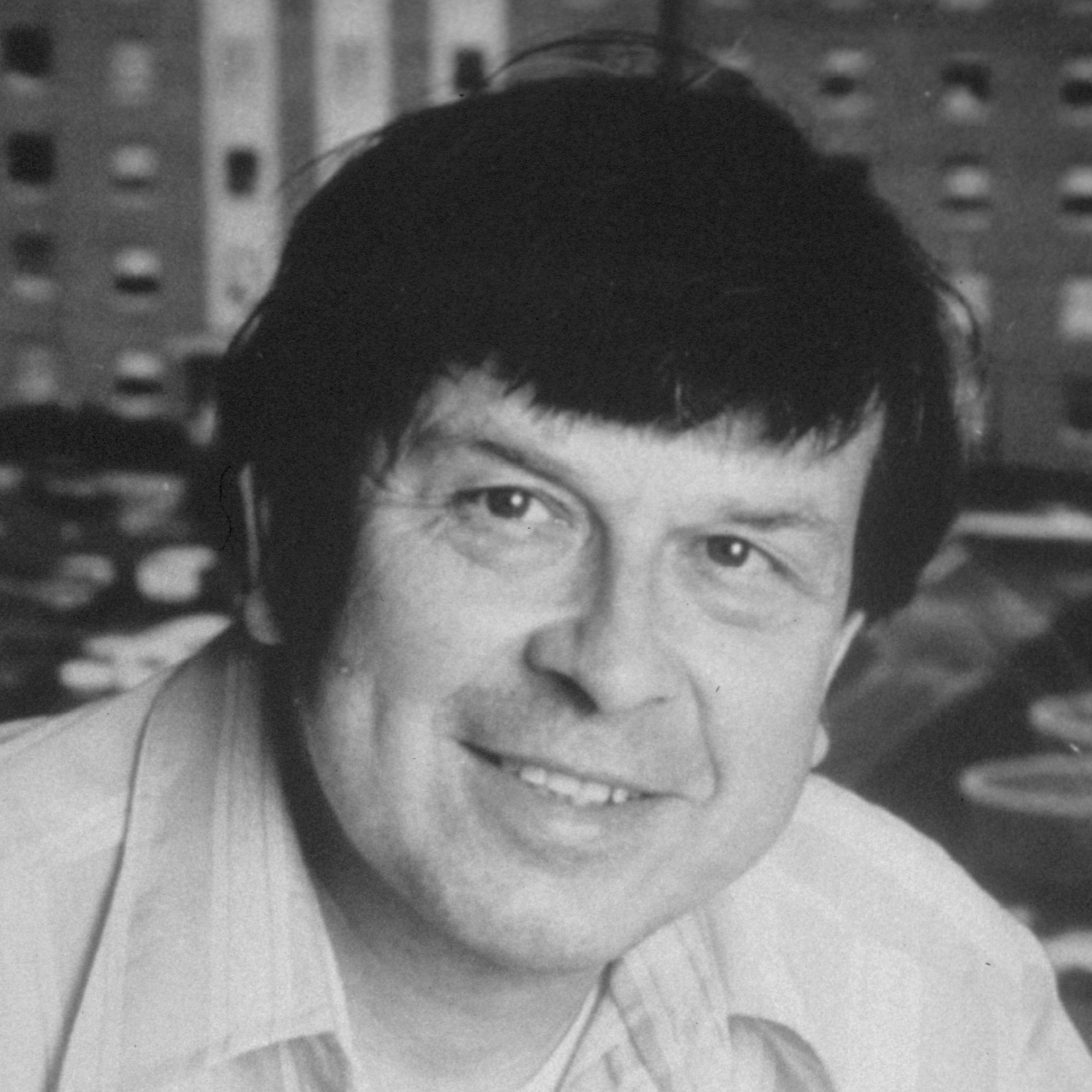
Daniel Carleton Gajdusek

Huvudkaraktären är baserad på Daniel Carleton Gajdusek, i verkliga livet en av hennes fars vänner, som mottog Nobelpriset i medicin 1976 för studier av sjukdomen kuru. Gajdusek skulle senare komma att bli ökänd för anklagelser om sexuella övergrepp på de femtiotal barn han kom att adoptera från stammen han studerat och tagit med sig tillbaka till USA. Han dömdes till fängelse och dog i exil i Nordeuropa efter avtjänat straff. Historien kom att fascinera Yanagihara, ett geni som sedan också visade sig vara ett monster. Det föreföll lätt för henne att beskriva en människa med ett ord och sen totalförändra beskrivningen. Hur bör man värdera en människa om han samtidigt gjort stora gärningar för mänskligheten, men har begått flera individuella övergrepp? Yanagihara ville utforska hur företeelser som kolonisering och massturism påverkar den kultur och miljö som de inkräktar på, i hennes mening är romanen ett mycket mer extremt och groteskt exempel på hur vissa har tolkat skeenden i Hawaiis historia. Hon berättar att hon ville kontrastera den amerikanska kulturens fetischism kring framgång, med den jämförelsevis enkla dygden att vara en hederlig person.

### Ett litet liv(2015)
Ett litet liv är enligt Booker-organisationen en studie av det krossade hjärtat, en undersökning av minnets tyranni och de bortre gränserna för den mänskliga uthärdandet. The Times of India kallade den ett 'statement' och ett uppfriskande synande av samtida vänskapsrelationer, men också en väldigt tung bok, både bokstavligt och bildligt talat. Enligt Wall Street Journal kom Yanagihara ut som en stor amerikansk romanförfattare i och med boksläppet och enligt The Guardian etablerade den henne som en av de mest framträdande nya rösterna i amerikansk skönlitteratur. Romanen är enligt The Guardian en resa genom barndomstrauman och en tribut till den manliga vänskapens möjligheter och tillkortakommanden och mottogs även som en milstolpe och en förhållandevis ambitiös skildring av homosexuella mäns liv både på ett känslomässigt och socialt plan. Även om några av kulturkritikerna fann dess utpräglade beskrivningar av sexuellt våld närmast utstuderade och i grövsta laget. Yanagihara har beskrivit processen att febrilt pränta ned romanens nästan 400 000 ord på kvällarna efter jobbet som en feberdröm.
Peter Hujars bild på omslaget av en man som kan verka vrida sig i plågor är från en porträttserie av män med bilder tagna i anslutning till orgasm.
Newsweek kallade den ovanligt ointresserad att fånga känslan av New York i jämförelse med många andra romaner som utspelar sig i staden. Man noterade också att delar av boken bestod av länga utläggningar med bitvis torrt språkbruk. Enligt Yanagihara är namnet på den tjocka boken inte ironiskt menat, varken bokstavligt eller figurativt. I hennes ögon är människans liv just det, litet och stundtals även tragiskt och meningslöst i sin litenhet. Magasinet konstaterar att hon med skönlitterära medel lyckas göra den meningslöshet som hon gestaltar både gripande och smakfull.
Bokens handling följer fyra studenter som tagit examen i Massachusetts, deras flytt till och fortsatta liv i New York i relativ fattigdom och med en okristalliserad framtid ankrade i nuet enbart av sina relationer och individuella ambitioner. Gänget består av den vackre och vänlige Willem, en blivande skådis. JB en snabbtänkt med stundvis elak målare som väntar på sitt genombrott. Malcolm en frustrerad arkitekt och så bokens egentliga huvudperson, Jude, en tillbakadragen och gåtfull men också intelligent person verksam som advokat. Under loppet av några decennier följer boken vänskapsgruppens utveckling och Judes egna personliga trauman. Att leva med tidigare trauman, olustkänslor inför den egna kroppen, självskada och suicidalitet behandlas i romanen.
Yanagihara säger att hon ville visa att ett privilegierat liv inte är synonymt med lycka, att mörkret finns i alla människor och sedan utforska vilken sorts spänning som kan utvinnas ur en historia om en karaktär med många tillkortakommanden som aldrig når personlig upprättelse. Hon ville också utforska hur vänskapsrelationer har förändrats över tid, inte minst hur människor tillåtit sig att bli mer intima med sina vänner, enligt Yanagihara för att behovet har ökat i en kultur där allt fler är singlar länge. En av skillnaderna mellan manliga och kvinnliga vänskapsrelationer är enligt Yanagihara att kvinnor kan prata om allt med sina vänner utan att riskera sin kvinnlighet, medan det för män finns förbjudna områden. Att romanen utspelar sig i New York utan att använda staden som fasad handlar enligt henne om att inte förlora intimiteten med karaktärerna och inte heller cementera romanen i tiden. Hennes förläggare oroade sig att ingen läsare skulle vara intresserad eller stå ut med hundratals sidor om självskada, trauma och psykologisk pina och det blev en kamp mellan dem där hon ville bevara så mycket som möjligt av det mörka. Enligt Yanagihara märker läsaren om man håller tillbaka och det kan lätt tolkas som en förolämpning.

#### Polemik mellan förläggaren ochThe New York Review
En recension av Ett litet liv i The New York Review med titeln "En striptease bland vänner" ledde Yanagiharas förläggare Gerald Howard till det enligt honom själv tvivelaktiga tilltaget att skriva en inlaga till tidskriften som en respons på vad han kallade en ovärdig recension av en i normalfallet klarsynt litteraturkritiker. 
Recensenten Daniel Mendelsson påpekade det ironiska i att Howard nu lastat honom för sin kritik av de delar av boken han själv i sin tur tidigare berättat om hur han kämpat för att få strukna. Mendelsson menar att Yanagiharas ältande av den ena traumatiska händelsen efter den andra representerar ett grovt och trubbigt sätt att krama känslor ur läsaren som inte når konstnärlig höjd. Recensenten avslutar med att önska att Howard hade utsatt sin författare för samma stränga översyn som han utsträcker till hennes recensenter.

## Priser och nomineringar
The people in the Trees blev kortlistad till PEN-priset för bästa författardebut.
Ett litet liv blev nominerad som en av åtta böcker på den brittiska bokaffären Waterstones topplista 2015, beskriven som en makalöst mörk och beroendeframkallende gotisk upplevelse. Boken var också favorittippad av flera spelbolag att vinna Bookerpriset 2015, men det stannade vid nomineringen. Romanen tog som en av tre verk hem Kirkuspriset på 50 000 dollar 2015 med motiveringen: en djupgående studie av det möjliga, och omöjliga i att nå personlig frälsning.

### Som redaktör
- Take out : queer writing from Asian Pacific America (tillsammans med Quang Bao), Asian American Writers' Workshop, 2000, ISBN 1-889876-11-9